# Sublime (película)
Sublime es una película de drama romántico y coming-of-age argentina de 2022 dirigida por Mariano Biasin. Narra la historia de dos mejores amigos que con el paso del tiempo comienzan a sentir una atracción en plena etapa de la adolescencia. Está protagonizada por Martín Miller y Teo Inama Chiabrando. La película se estrenó mundialmente el 12 de febrero de 2022 durante el Festival Internacional de Cine de Berlín, mientras que tuvo su lanzamiento limitado el 17 de noviembre de 2022 en las salas de cines de Argentina.

## Sinopsis
Manuel es un adolescente de 16 años que forma parte de un grupo de amigos con los cuales comparte una gran pasión por la música. Uno de ellos, Felipe es su mejor amigo con quien comparte gran parte de su tiempo. Por otra parte, Manuel comienza una relación con una chica llamada Azul, sin embargo, Manuel desde su infancia está enamorado de Felipe, pero es un sentimiento que viene reprimiendo y tampoco sabe si ese amor es correspondido.

## Reparto
- Martín Miller como Manuel
  - Matías Ferro como Manuel (niño)
- Teo Inama Chiabrando como Felipe
  - Juan Ignacio Díaz como Felipe (niño)
- Joaquín Arana como Fran
- Facundo Trotonda como Mauro
- Azul Mazzeo como Azul
- Pedro González como Tomás
- Agustina Midolo como Sol
- Candela De Carli como Iara
- Emma Subiela como Antonia
- Jorge Sesán como Papá de Felipe
- Javier Drolas como Papá de Manuel
- Carolina Tejeda como Madre de Manuel
- Marcelo Subiotto como Profesor
- Federico Pacini como Hermano de Azul
- Paula Rozadas como Paula
- Juan Daubian como Juan
- Alejandra Ramírez como Margarita
- Alejandra Zapata como Ana
- Juan Pablo Miller como Tío de Manuel

## Recepción

### Comentarios de la crítica
En el agregador de reseñas Rotten Tomatoes, la película posee una aprobación del 83% basado en 6 reseñas, con una puntuación de 7.4/10. Diego Brodersen de Página/12 describió que «el realizador obtiene del joven reparto performances naturalistas que en gran medida resultan creíbles y frescas», mientras que «el otro aspecto destacable es la música». Fernando Lima de Escribiendo cine señaló que «Sublime es una película de enorme belleza» por ser «personal y sincera, con un elenco que simplemente es perfecto (llaman la atención los protagónicos Martín Miller y Teo Inama Chiabrando) y una música que lleva la deriva narrativa con sensibilidad y justeza». Diego Lerer de Micropsia destacó que la cinta «es una amable e inteligente comedia dramática [...], y sabe de qué manera acercarse a su tema sin necesidad de subrayar demasiado su conflicto central, tomándolo de una manera sabia y casi natural».
En una reseña para Clarín, Pablo O. Scholz escribió que «las actuaciones de los jóvenes parecen espontáneas cuando no son forzadas por algún texto» y que el director [Biasin] «deja que lo que cuenta sea lo más natural posible». Ezequiel Boetti de Otros cines resaltó que se trata de un largometraje «bello y sensible», donde los dos protagonistas [Miller y Inama Chiabrando] demuestran «una fluidez en sus movimientos y gestos que son notables», sin embargo, «en algunos diálogos se notan las costuras de un guion de hierro».

### Premios y nominaciones
| Lista de premios y nominaciones | Lista de premios y nominaciones                 | Lista de premios y nominaciones                  | Lista de premios y nominaciones | Lista de premios y nominaciones | Lista de premios y nominaciones |
| Año                             | Organización                                    | Categoría                                        | Nominado/a(s)                   | Resultado                       | Ref(s)                          |
| ------------------------------- | ----------------------------------------------- | ------------------------------------------------ | ------------------------------- | ------------------------------- | ------------------------------- |
| 2022                            | Festival Internacional de Cine de Seattle       | Mejor película iberoamericana                    | Sublime                         | Ganadora                        | [ 12 ]                          |
| 2022                            | Festival Internacional de Cine de San Francisco | Mención honorable del jurado - Nuevos directores | Mariano Biasin                  | Ganadora                        | [ 13 ]                          |
| 2022                            | Festival OutFest California                     | Mejor guion - Película internacional             | Mariano Biasin                  | Ganadora                        | [ 14 ]                          |
| 2022                            | Festival Internacional de Cine de San Sebastián | Premio Sebastiane Latino                         | Mariano Biasin                  | Ganadora                        | [ 15 ]                          |
| 2023                            | Premios Cóndor de Plata                         | Mejor película                                   | Sublime                         | Nominado                        | [ 16 ] [ 17 ]                   |
| 2023                            | Premios Cóndor de Plata                         | Mejor ópera prima                                | Sublime                         | Ganador                         | [ 16 ] [ 17 ]                   |
| 2023                            | Premios Cóndor de Plata                         | Premio del público BA audiovisual                | Sublime                         | Nominado                        | [ 16 ] [ 17 ]                   |
| 2023                            | Premios Cóndor de Plata                         | Revelación masculina                             | Teo Inama Chiabrando            | Nominado                        | [ 16 ] [ 17 ]                   |
| 2023                            | Premios Cóndor de Plata                         | Revelación masculina                             | Martín Miller                   | Nominado                        | [ 16 ] [ 17 ]                   |
| 2023                            | Premios Cóndor de Plata                         | Mejor guion original                             | Mariano Biasin                  | Nominado                        | [ 16 ] [ 17 ]                   |
| 2023                            | Premios Cóndor de Plata                         | Mejor música original                            | Emilio Cervini                  | Ganador                         | [ 16 ] [ 17 ]                   |
| 2023                            | Premios Cóndor de Plata                         | Mejor canción original                           | «Luz» de Emilio Cervini         | Nominado                        | [ 16 ] [ 17 ]                   |
| 2023                            | Premios Cóndor de Plata                         | Mejor sonido                                     | Gaspar Scheuer                  | Nominado                        | [ 16 ] [ 17 ]                   |
| 2023                            | Premios Cóndor de Plata                         | Mejor dirección de casting                       | María Laura Berch               | Nominada                        | [ 16 ] [ 17 ]                   |
| 2023                            | Premios Sur                                     | Mejor película                                   | Sublime                         | Nominado                        | [ 18 ] [ 19 ]                   |
| 2023                            | Premios Sur                                     | Mejor ópera prima                                | Sublime                         | Ganador                         | [ 18 ] [ 19 ]                   |
| 2023                            | Premios Sur                                     | Mejor actor revelación                           | Martín Miller                   | Ganador                         | [ 18 ] [ 19 ]                   |
| 2023                            | Premios Sur                                     | Mejor fotografía                                 | Iván Gierasinchuk               | Nominado                        | [ 18 ] [ 19 ]                   |